# Parmulina
Die Parmulina sind eine Gattung einzelliger, beschalter Amöben. Sie umfasst vier Arten und gehört zur Familie der Microcoryciidae.

## Merkmale
In der Seitenansicht sind Vertreter der Parmulina halbkugelförmig. Sie sind seitlich zusammengedrückt, von der Mundseite gesehen eiförmig. Das Pseudostom (die Mundöffnung) ist spaltförmig.
Die klar-durchscheinenden Gehäuse sind nachgiebig und chitinartig, in sie ist Debris eingebunden. Scheinfüßchen werden nur selten ausgebildet und sind annähernd gelappt. Das Endoplasma ist körnig. Der Zellkern gehört zum vesikularen Typ, enthält also nur ein Kernkörperchen.

## Ökologie
Parmulina sind Pflanzenfresser, sie leben in Moosen auf Bäumen.

## Systematik
Die Gattung wurde 1902 durch Eugène Penard erstbeschrieben, Typusart ist Parmulina cyathus. Die Gattung umfasst vier Arten, darunter:
- Parmulina cyathus
- Parmulina louisi

## Nachweise
1. 1 2 3  Ralf Meisterfeld: Arcellinida, In: John J. Lee, G. F. Leedale, P. Bradbury (Hrsg.): An Illustrated Guide to the Protozoa. Band 2. Allen, Lawrence 2000, ISBN 1-891276-23-9, S. 827–860 (englisch).